# Nada Kokotović
Nada Kokotović (* 1944 in der Volksrepublik Kroatien, Jugoslawien) ist eine kroatische Tänzerin, Choreographin und Theaterregisseurin.
Sie studierte in Zagreb klassische und moderne Ballett-, Film- und Theaterregie sowie Philosophie. Als Tänzerin und Choreografin arbeitete sie mit zeitgenössischen Komponisten (Bruno Maderna, Karlheinz Stockhausen und Milko Kelemen) und Regisseuren (Kosta Spaić, Georgij Paro, Dino Radojević, Božidar Violić, Dušan Jovanović) zusammen und erhielt in den späten 1970er Jahren ein zweijähriges Stipendium für die Vervollkommnung in den USA. Dort arbeitete sie mit George Balanchine am New York City Ballet, Off-Off-Broadway und an der New York State Opera. Nach ihrer Rückkehr aus den USA kreierte sie eine neue authentische Theaterform des Coreodrama, die sie mehr als 100-mal an verschiedenen jugoslawischen Bühnen aufführte. Mit Ljubiša Ristić war sie Mitbegründerin des multiethnischen, mehrsprachigen Theaterprojekts KPGT mit Gastauftritten in Jugoslawien, Mexiko, den USA, Australien und Europa.
1992 emigrierte sie nach Deutschland und arbeitet dort immer noch als professionelle Regisseurin und Choreografin. Mit ihrem künstlerischen und Lebenspartner Nedjo Osman gründete sie 1996 das TKO Theater (Osman Kokotović Theater) in Köln. Sie hat auch auf verschiedenen Bühnen in Deutschland Regie geführt (Landestheater Tübingen, Saarländisches Staatstheater Saarbrücken, Tanzforum Köln, Oper Stuttgart, Stadttheater und Rathausoper Konstanz, Sommertheater Überlingen, Mainfranken Theater Würzburg, Schlosstheater Moers).